# Diaporthe otthii
Diaporthe otthii är en svampart som tillhör divisionen sporsäcksvampar, och som beskrevs av Theodor Rudolph Joseph Nitschke. Diaporthe otthii ingår i släktet Diaporthe, och familjen Diaporthaceae. Arten är reproducerande i Sverige.